# Gideon Mantell
Gideon Algernon Mantell, född 3 februari 1790 i Lewes, Sussex, död 10 november 1852 i London, var en brittisk (engelsk) läkare, geolog och paleontolog. 

## Mantells passion och yrke
Mantell, som var son till en skomakare, kom att bo en stor del av sitt liv i sin hemby. Redan som barn samlade han fossiler i South downs. Han ansågs som något av ett underbarn i hemtrakterna på grund av sin snabba fattningsförmåga och goda minne. Efter två års skola hos en man vid namn John Button sändes han iväg att studera hos en farbror som var baptistpräst och hade grundat en pojkskola nära Swindon. 15 år gammal återvände han till Lewes, där han började som lärling hos ortens läkare, James Moore.
Vid faderns död 1807 erhöll han ett mindre testamente som gav honom möjlighet att få studera i London och praktisera på sjukhus. Hans stora dröm var egentligen att få studera geologi. I London lärde han känna James Parkinson, som hade ägnat sig åt dokumentera hur olika geologiska avlagringar innehöll olika typer av djurliv, och fascinerades över hans arbete. 1811 var han färdigutbildad läkare och blev medlem i Royal College of Surgeons och återvände till Lewes där han blev kompanjon till sin förre läkare James Moore.
Vid sidan av sin tjänst som läkare ägnade han fritiden att försöka kartlägga ordningsföljden i ortens gruvhål. Han lyckades intressera gruvarbetarna i trakten att söka rätt på och sälja intressanta fossil till honom. Till sin hjälp att identifiera arterna hade han biologen James Sowerby, som arbetade med en sammanställning av olika fossila skaldjur. Mantell hade påträffat flera tidigare okända arter, och som tack uppkallade Sowerby en ammonit etter Mantell, Ammonites mantelli. Mantell fick även kontakt med George Bellas Greenough, som höll på att sammanställa en geologisk karta över England. Greenogh tillhörde lågadeln och blev en viktig kontakt för Mantell. 1817 hade Mantell beslutat sig för att skriva ett verk om avlagringarna i Lewes' närhet. I samband med arbetet för sin bok noterade han att det i ett område som kallades Weald fanns helt andra avlagringar än de han tidigare studerat. I ett brev till George Bellas Greenough och Ethered Bennet, en fossilintresserad adelsdam som Mantell även korresponderade med, skrev han att han i dessa bergarter påträffat tänder och ben av ryggradsdjur; vad han trodde var krokodiler eller alligatorer. Benen var dock för skadade för att det skulle gå att artbestämma. Mantell kom dock nu att inrikta allt sitt intresse på dessa avlagringar.
Mantell, som 1816 gift sig med Mary Woodhouse, dottern till en klädeshandlare i London fick sitt första barn 1818, och nu fick han mindre tid över för sina geologiska studier. 1820 deltog han vid en auktion då en överstelöjtnant Thomas Birch sålde sin fossilsamling till förmån för Mary Anning, som vid denna tid levde i största armod trots sina berömda fynd. Sedan han hade studerat dessa fynd antog han att hans ben borde härröra från Ichtyosaurus, som då var den enda större forntidsödla man kände till i England. 1820 gjorde han dock ett betydande fynd. I ett lager hittade han resterna av en starkt förmultnad trädstam. Trädet liknade inget idag levande träd, dess samt liknade den hos en tropisk palm. Mantell tyckte att den påminde om exemplar av en blommande buske från Ostindien av släktet Euphorbia.
1821 färdigställde William Conybeare sin detaljstudie över Ichtyosaurus. Då Mantell läste arbetet upptäckte han att hans ben inte alls stämde med de hos Fisködlan. Ett lårben han funnit var till skillnad från fisködlans lätta och ihåliga massivt och kraftigt, och därtill betydligt större. Mantell började ana att han upptäckt resterna av en landödla, fynden av trädstammar i samma lager, liksom den dåliga bevarandestatusen hos hans ben antydde att det var landavlagringar han påträffat. Mantell blev alltmer övertygad om att han påträffat ett tidigare okänt krokodilsläkte. Samma år gjordes dock ett avgörande fynd. Enligt uppgift var det hans hustru Mary, som påträffade vad som var en fossiliserad tand. Tanden liknade inte alls någon krokodiltand, utan liknade de hos ett stort växtätande däggdjur. Mantell var förbryllad, för några däggdjur hade dittills aldrig påträffats i några så gamla lager. Mantell vågade inte tro att tanden kunde höra till samma djur som hans övriga fynd. Även de övriga benens storlek - ett revbensfragment var över 60 centimeter långt och ett lårben visade sig vara närmare en meter långt och 75 centimeter i omkrets. Det handlade alltså om ett kräldjur större än en elefant! Vad Mantell inte visste var att en tand liknande den han påträffat redan tidigare påträffats, och det kvarsittande i en fragmentet av en käke.

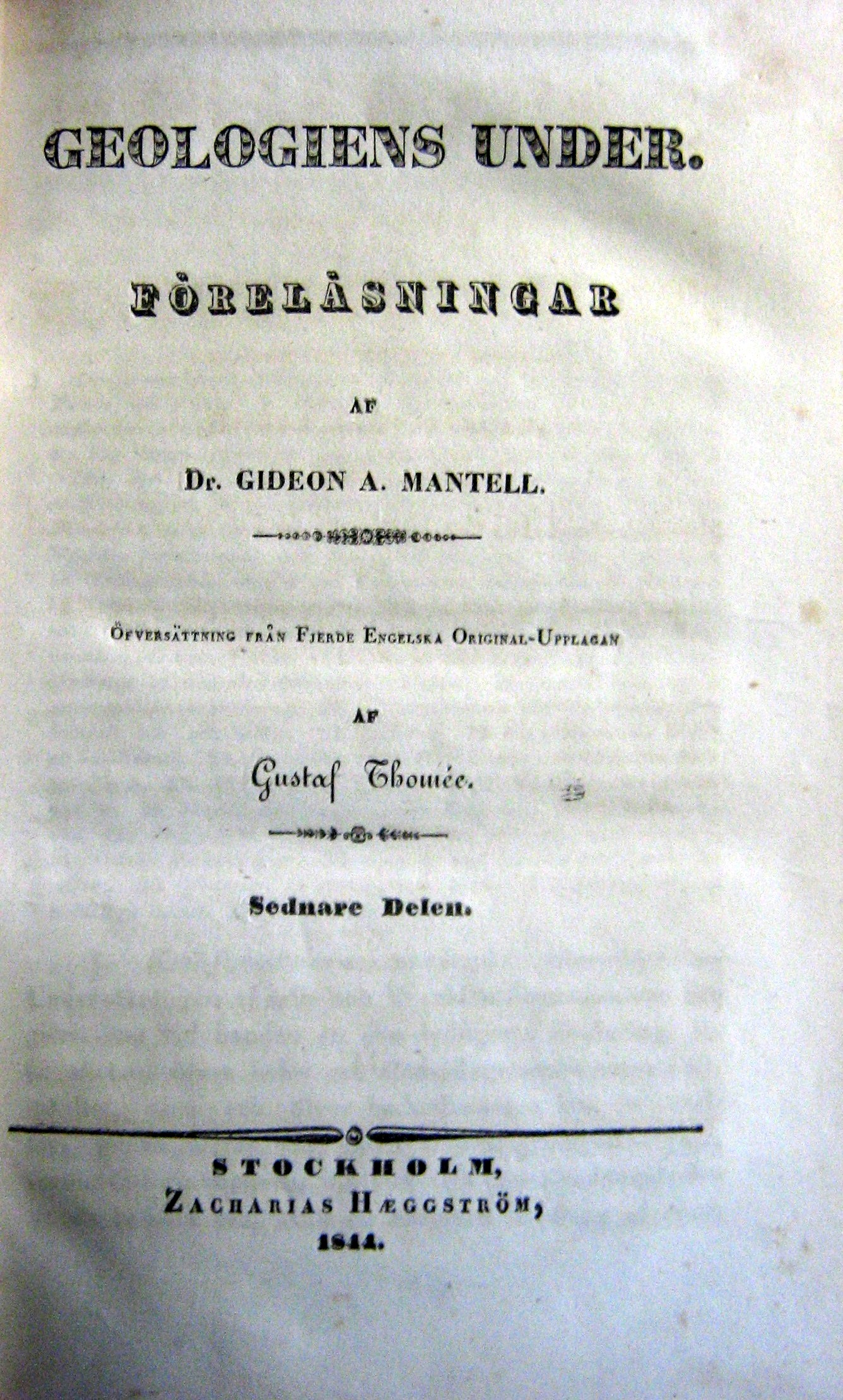
Geologins under, Gideon Mantell, svensk översättning av Gustaf Thomée 1844.

## Tidens föreställningar och hur de kom att ifrågasättas
Vid den här tiden, i början av 1800-talet, var paleontologin i sin linda och ännu var de religiösa föreställningarna förhärskande. Gud hade ju en gång skapat jorden och alla arter, och de som fanns nu torde alltid ha funnits och att några skulle ha funnits tidigare men sedan försvunnit var ännu inte någon utbredd föreställning. Många tänkte sig också med på basis av religiösa grunder att jorden inte var mer än ca 6000 år. En ledande geolog i England var William Buckland som inte bara 1824 var ordförande i "Geological Society of London" utan också var präst. Buckland hade en teori som gick ut på att jordens arter skapats och sedan förstörts i flera omgångar och vid varje nytt tillfälle kom nya skapelser av varelser och växter. Han kämpade hårt för, och fick allt svårare, att foga samman bibeln med de vetenskapliga upptäckter som framkom.
Buckland hade 1818 blivit chef för Ashmolean Museum i Oxford. I dess samlingar fanns flera ben som påträffats i slutet av 1700-talet i Stonefield, och som av Bucklands föregångare antagits härröra från ett okänt däggdjur. Buckland förefaller inte ha ägnat dem några djupare studier då fransmannen Georges Cuvier, tidens och världens mest aktade geolog vid ett besök i Oxford 1818 fick tillfälle att studera dem, och snabbt bedömde dem som tillhöriga en reptil. Ett av benen var en del av en käke, med en tand och flera framspringande tandanlag. Djuret hade i likhet med reptiler haft framväxande ersättningständer hela livet. Käkens utseende liknade inte heller någon hos något känt däggdjur, utan mest det hos varanen. Cuvier tordes dock inte säga vilken reptil käken kunde tillhöra. Av benens storlek antogs den ha varit åtminstone tio meter lång. Både Cuvier och Buckland var dock överens om fyndens ålder. Den oolitiska kalksten där de påträffats var bildad samtidigt med den "jurassiska kalkstenen".
Buckland gjorde sig dock ingen brådska att publicera upptäckten. Även om de inte direkt motsade hans teser om flera syndafloder kände han inget han prioriterade att lägga fram, och han ansåg fossilen för fragmentariska för att säkert fastslå några detaljer om djuret. Att hitta belägg för att syndafloden ägt rum var hans främsta prioritet.
I maj 1822 publicerade Gideon Mantell författa sin första bok, Fossils of the South Downs. Han hade nu påträffat rester av flera träd i sina lager som han tyckt mest påminde om Dicksonia, en art trädormbunkar, samt ett släkte som påminde om Cycadeoidaceae och andra Kottepalmer, idag har det konstaterats att många av de växtfossil han upptäckte tillhörde gruppen Bennettitales. Mantell hade även hittat ryggradslösa djur, dock helt annorlunda än de kända havslevande belemintier, ortoceratiter och andra arter man tidigare kände till. Mantell fick hösten 1821 besök av den unge geologen Charles Lyell, som berättade om reptilskelettet i Oxford och Georges Cuviers slutsatser om benen. Det stärkte honom i hans slutsatser och att det verkligen var en stor landlevande ödla han påträffat. Mantell hade av Lyell fått höra att Buckland hade för avsikt att publicera en detaljerad studie om reptilen i Oxfords samlingar. Det gjorde det opassande att en enkel man som Mantell förekomma Buckland här. Som tänderna han påträffat tillhörde ett helt annat växtätande djur, ansåg han sig utan skam kunna publicera den upptäckten i sitt arbete. Mantell beskrev dock översiktligt även sina övriga reptilfynd. Han hade hoppats på att boken skulle bli vändpunkten i hans karriär. Vid ett möte med Geological Society kort efter publiceringen av sin bok fick dock Mantell höra att hans fynd inte var särskilt intressant. Växtätartänderna menade experterna att de tillhörde en fisk eller möjligen var däggdjurtänder från en sentida avlagring.
Vid denna tid tillkännagavs även de nya fynden av den havslevande ödlan Plesiosaurus. 1822 reste William Fitton, sekreterare i geological society till Weald för att studera Mantells avlagringar och fastslå deras ålder. William Fitton kom 1823 till slutsatsen att lagerföljden trots att den föreföll ytligare belägen tillhörde en äldre tid. Ytterligare stöd fick han av Charles Lyell som vid samma tid studerat avlagringar på Isle of Wright och kunnat jämföra dessa med Mantells. Buckland hade dock fastslagit att avlagringarna var sentida och utan större vetenskaplig auktoritet vann deras studier inget vidare gehör.

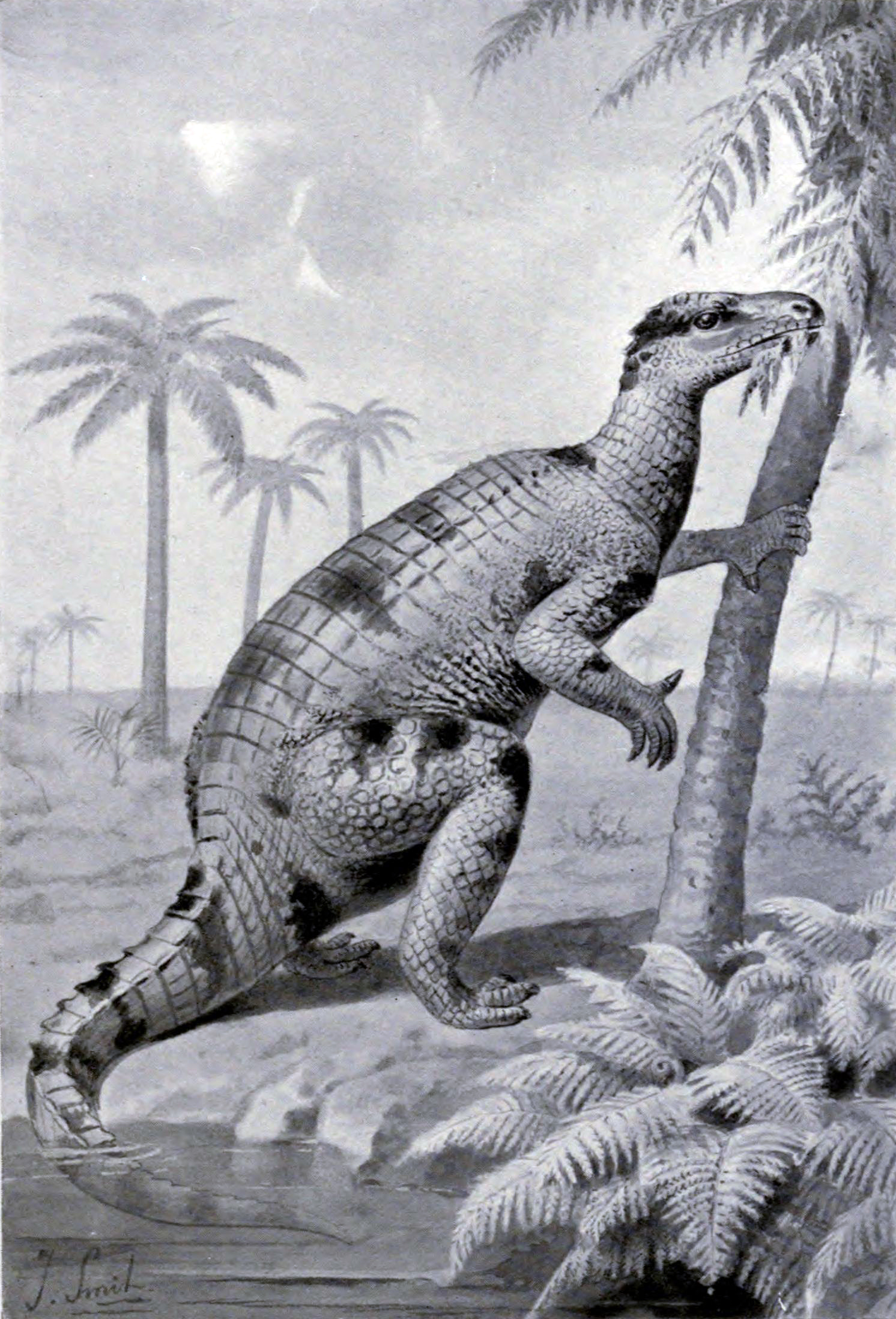
Iguanodon- observera att bilden som är från slutet av 1800-talet varken framställer Iguanodon såsom den idag antas ha sett ut eller hur Gideon Mantell uppfattade den. Gideon Mantell själv trodde att den stora tum-klon var ett noshorn.

Än värre bakslag drabbade Mantell då Cuvier efter att ha studerat hans växtätartand slog fast att den härrörde från en noshörning, andra tandfragment han nu påträffat skulle härröra från en flodhästart. 20 februari 1824 presenterade slutligen Buckland slutligen fyndet av den stora ödlan i Oxford offentligt för Geologica Society. På förslag av Georges Cuvier och William Conybeare fick det nya djuret namnet Megalosaurus "stor ödla". Under frågestunden efteråt passade Mantell på att meddela att han själv påträffat fynd som liknade ödlefossilen från Stonefield. Han hade även med sig ett lårben mycket snarlikt Stonefieldexemplarets, men mer än dubbelt så stort. Buckland reste kort därpå till Lewes för att undersöka Bucklands lagerföljder. Trots att han inte trodde att Mantells fynd härrörde från en växtätande ödla, fick han efter att undersökt lagerföljden konstatera att de trots allt verkade samtida med fyndet av ödlefossilen i Oxford.

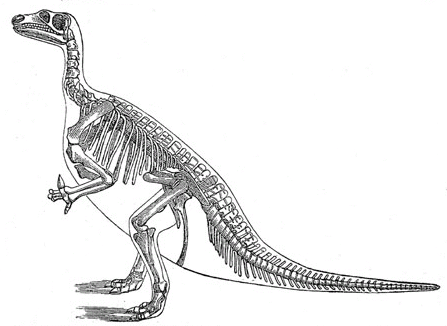
Iguanodon.

## Erkännande
I hösten 1824 kom dock en vändning. I sin nya utgåva Recherches sur les Ossemens Fossiles medgav Georges Cuvier att han begått ett misstag när han identifierade tänderna med de tillhöriga en noshörning. Han underströk sin tacksamhet gentemot Mantell: Det är endast tack vare att Monsieur Mantell sänt mig en hel uppsättning tänder, mer eller mindre slitna, som jag blivit övertygad om mitt misstag. I sina försök att hitta en levande art med tänder liknande de han upptäckt att det närmaste han kunde komma var leguanen och i synnerhet, Iguana tuberculata. Mantell hade själv föreslagit namnet Iguanasaurus på sin nyupptäckta ödla. William Conybeare föreslog i ett brev i stället Iguanoid eller Iguanodon = Leguantandad som namn på ödlan. Mantell valde det senare, Iguanodon. 1825 publicerade han boken Notiser om Iguanodon, en nyligen upptäckt uråldrig ödla, från Tilgateskogen, i Sussex.

## Motgångarna
Nu flyttade Mantell och hans familj in till Brighton där han öppnade en ny läkarpraktik och lät ställa ut sina fossil på ett museum, där han förvisso inte tog något betalt i inträde eftersom det inte anstod en hedervärd man i det viktorianska samhället. Mantell började nu få värre och värre motgångar, han fick inga patienter och led stora ekonomiska bekymmer. Hans fru lämnade honom till slut, han försummade alltmer familjen för sina geologiska studier. Till hans stora sorg dog hans dotter, och hans son emigrerade till Nya Zeeland och de sågs aldrig igen. Han råkade ut för en diligensolycka där han föll av, fastnade och släpades med en lång sträcka. Han blev skadad i ryggen och kom att framgent gå kutryggig och lida av stor smärta, vilken han bedövade med opium. Han tvingades snart att flytta från sitt hus till en billigare bostad. I karriären fick han konkurrens av en 15 år yngre mycket äregirig man vid namn Richard Owen. Owen gjorde sig stora framgångar dels på föregångarnas arbete, som han alltid förringade och visade föga tacksamhet mot. Det var Owen som myntade det så välkända uttrycket dinosaurier, och skulle bli erkänd och världskänd p.g.a. detta. Men hans otacksamhet och arroganta attityd irriterade folk, inte minst Mantell. Mantell lyckades vid ett tillfälle inför Geologiska sällskapet avslöja att Owen plagierat vissa upptäckter från honom och kallat det för sina egna.

## Slutet och eftermälet
Mantell tilldelades Wollastonmedaljen 1835 och Royal Medal 1849. Han avled 1852 i en överdos av opium. År 2000 avtäcktes ett monument till Mantells minne för det han skänkt paleontologin, The Mantell Monument. Monumentet står på den plats där de första fossilen av iguanodon hittades. Buckland blev till slut sinnessjuk och sattes på sjukhus. Owen skulle delvis hamna i skuggan av Charles Darwin.